# Andrena tringa
Andrena tringa là một loài Hymenoptera trong họ Andrenidae. Loài này được Warncke mô tả khoa học năm 1973.